# رجب طيب أردوغان
رَجَب طيّب أردُوغان (بالتركية: Recep Tayyip Erdoğan)‏ (ولد في 26 فبراير 1954)، هو سياسي واقتصادي تركي يشغل منصب الرئيس الثاني عشر منذ عام 2014، وقد بدأ مدة ولايته الثانية بعد انتخابات 2023. وقد شغل سابقًا منصب رئيس الوزراء من عام 2003 إلى عام 2014 ورئيسًا لبلدية إسطنبول من عام 1994 إلى عام 1998. أسس حزب العدالة والتنمية (AKP) في عام 2001، وقاده إلى الانتصار في الانتخابات في أعوام 2002 و2007 و2011 قبل أن ينتخب رئيسًا في عام 2014. انطلاقًا من خلفية سياسية إسلامية وملتزماً بعلمانية الدولة كما ينص عليها الدستور التركي، وكشخص يصف نفسه بأنه ديمقراطي محافظ، قام بتشجيع السياسات الليبرالية الاقتصادية والسياسات المحافظة اجتماعياً، تعرض اردوغان لمحاولة إنقلاب عسكري عبر فصيل من الجيش التركي في 2016 لكنها بائت بالفشل بعد تصدي المخابرات والداخلية التركية ومؤيدو اردوغان للانقلابيين.
لعب أردوغان كرة القدم لصالح نادي قاسم باشا قبل انتخابه عام 1994 كرئيس لبلدية إسطنبول تابعاً لحزب الرفاه الإسلامي. جُرِّد من منصبه وسُجن لمدة أربعة أشهر بسبب قصيدة ألقاها اتُّهِم فيها أنه يحرض على الكراهية الدينية. تخلى أردوغان عن السياسة الإسلامية العلنية وأنشأ حزب العدالة والتنمية المحافظ المعتدل في عام 2001. وعقب انتصار حزب العدالة والتنمية الساحق في عام 2002، أصبح المؤسس المشارك للحزب عبد الله غل رئيس الوزراء، حتى ألغت حكومته حظر أردوغان من المناصب السياسية. أصبح أردوغان رئيسًا للوزراء في مارس 2003.
شهدت السنوات الأولى لرئاسة أردوغان تقدماً في المفاوضات الخاصة بانضمام تركيا إلى الاتحاد الأوروبي، وانتعاشًا اقتصاديًا بعد الأزمة المالية في عام 2001 واستثمارات في البنية التحتية بما في ذلك الطرق والمطارات وشبكة القطارات فائقة السرعة. كما نجح في تمرير استفتائين دستوريين ناجحين في عامي 2007 و2010. ومع ذلك، ظلت حكومته مثيرة للجدل لعلاقاتها الوثيقة (التي ساءت لاحقاً) مع فتح الله جولن وجماعته والتي اتُّهِمت هي وحزب العدالة والتنمية من قبل الصحافات الأجنبية بتدبير عمليات قضاء على البيروقراطيين وضباط الجيش العلمانيين من خلال محاكمات خطة المطرقة ومحاكمات إرغينكون. في أواخر عام 2012، بدأت حكومته مفاوضات سلام مع حزب العمال الكردستاني (PKK) لإنهاء الصراع التركي الكردي المستمر الذي بدأ في عام 1978. انهارت حالة وقف إطلاق النار في عام 2015، مما أدى إلى تجدد التصعيد في الصراع. وُصِفَت السياسة الخارجية لأردوغان بأنها عثمانية جديدة وشملت محاولات لمنع قوات حزب الاتحاد الديمقراطي ووحدات حماية الشعب الكردية السورية من إحراز تقدم في مناطق الحدود التركية السورية خلال الحرب الأهلية السورية.
اتهمت منظمة «بيت الحرية» الأمريكية حكومة أردوغان بالانتكاس الديمقراطي والفساد في السنوات اللاحقة. بدءاً من الاحتجاجات المناهضة للحكومة في عام 2013، اتهمت الصحافة الأجنبية حكومته بفرض رقابة متزايدة على الصحافة ووسائل التواصل الاجتماعي كما فرضت حظراً مؤقتاً على مواقع مثل يوتيوب وتويتر وويكيبيديا. وتسبب ذلك في توقف المفاوضات الخاصة بانضمام تركيا إلى الاتحاد الأوروبي. أدت فضيحة فساد في عام 2013 إلى اعتقال بعض حلفاء أردوغان المقربين. أدت محاولة الانقلاب العسكري الفاشلة في يوليو 2016 إلى مزيد من عمليات التطهير وإعلان حالة الطوارئ. ادعت الحكومة أن قادة الانقلاب كانوا مرتبطين بجولن، وشرع أردوغان في القضاء على أنصار جولن من المناصب القضائية والبيروقراطية والعسكرية.
بصفته مؤيدًا قديمًا لتغيير نظام الحكم البرلماني التركي إلى رئاسي تنفيذي، شكل أردوغان تحالفًا مع حزب الحركة القومية اليميني (MHP) لإنشاء رئاسة تنفيذية في عام 2017، وقبلت تلك التغييرات في استفتاء دستوري. بدأ نظام الحكم الجديد رسمياً بعد الانتخابات العامة لعام 2018، حيث أعيد انتخاب أردوغان والتحالف الشعبي الجديد لحزب العدالة والتنمية - حزب الحركة القومية. ومنذ ذلك الحين استمر أردوغان في محاولة إصلاح أزمة العملة والديون التركية لعام 2018 لكن اتهمه البعض أيضًا بالمساهمة فيها.
احتل الرئيس أردوغان المركز الأول بين أكثر 500 مسلم تأثيراً في العالم عام 2019.

## الاسم
تفتقر اللغة التركيّة الحديثة حرف الغين، وحرف ğ يكتب ولا يلفظ، فيصبح اللفظ باللغة التركيّة «إردوان»

## النشأة والتعليم
ولد في 26 فبراير 1954 في إسطنبول. وتعود أصوله لمدينة طرابزون شمال شرقي تركيا، أمضى طفولته المبكرة في محافظة ريزة على البحر الأسود ثم عاد مرة أخرى إلى إسطنبول وعمرهُ 13 عاماً. نشأ أردوغان في أسرة فقيرة فقد قال في مناظرة تلفزيونية مع دنيز بايكال رئيس الحزب الجمهوري ما نصه: «لم يكن أمامي غير بيع البطيخ والسميط في مرحلتي الابتدائية والإعدادية؛ كي أستطيع معاونة والدي وتوفير قسم من مصروفات تعليمي؛ فقد كان والدي فقيرًا».
درس في مدارس «إمام خطيب» الإسلامية الدينية، ثم تخرج من كلية الاقتصاد والعلوم الإدارية في جامعة مرمرة.

## الحياة السياسية
انضم أردوغان إلى حزب الخلاص الوطني بقيادة نجم الدين أربكان في نهاية عقد السبعينات، لكن مع الانقلاب العسكري الذي حصل في عام 1980 بقيادة الجنرال كنعان إيفيرين ألغيت جميع الأحزاب السياسية، وبحلول عام 1983 عادت الحياة الحزبية إلى تركيا وعاد نشاط أردوغان من خلال حزب الرفاه الإسلامي، خاصةً في محافظة إسطنبول.
في عام 1989 دخل حزب الرفاه الإسلامي الانتخابات البلدية، وبدأ يحقق نتائج جيدة، وقد ترشح أردوغان في بلدية باي أوغلو"سنة، نظرا لديناميكيته وحيويته وقدرته الفائقة على التحرك، وهدم الحواجز التي كان يضعها أعضاء الحزب الإسلامي بينهم وبين الشعب. لكنه خسر تلك الانتخابات، وبحلول عام 1994 رشّح حزب الرفاه الإسلامي أردوغان إلى منصب عمدة إسطنبول، واستطاع أن يفوز في هذه الانتخابات خاصةً مع حصول حزب الرفاه الإسلامي في هذه الانتخابات على عدد كبير من المقاعد.

## تأسيس حزب العدالة والتنمية
في عام 1998 اتهم أردوغان بالتحريض على الكراهية الدينية تسببت في سجنه ومنعهِ من العمل في الوظائف الحكومية ومنها الترشيح للانتخابات العامة بسبب اقتباسهِ أبياتاً من شعر تركي أثناء خطاب جماهيري يقول فيه:
لم تثنِ هذه القضية أردوغان عن الاستمرار في مشوارهِ السياسي بل نبهته هذه القضية إلى أن الاستمرار في هذا الأمر قد يعرضه للحرمان الأبدي من السير في الطريق السياسي كما حدث لأستاذه نجم الدين أربكان، فاغتنم فرصة حظر حزب الفضيلة لينشق مع عدد من الأعضاء منهم عبد الله غول وتأسيس حزب العدالة والتنمية عام 2001.
ومنذ البداية أراد أردوغان أن يدفع عن نفسه أي شبهة باستمرار الصلة الحزبية والفكرية مع أربكان وتياره الإسلامي الذي أغضب المؤسسات العلمانية مرات عدة، فأعلن أن حزب العدالة والتنمية سيحافظ على أسس النظام الجمهوري ولن يدخل في مماحكات مع القوات المسلحة التركية وقال "سنتبع سياسة واضحة ونشطة من أجل الوصول إلى الهدف الذي رسمه كمال أتاتورك لإقامة المجتمع المتحضر والمعاصر في إطار القيم الإسلامية التي يؤمن بها 99% من مواطني تركيا.

## توليه رئاسة الوزارة

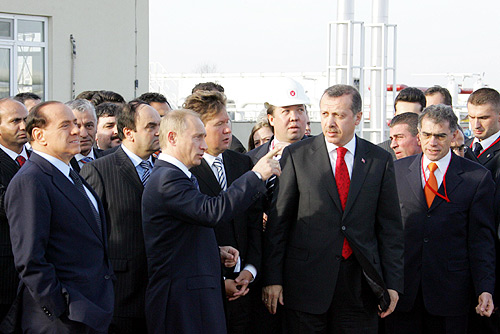
رجب طيب أردوغان، فلاديمير بوتين وسيلفيو برلسكوني (17 نوفمبر 2005 في سامسون).

خاض حزب العدالة والتنمية الانتخابات التشريعية عام 2002 وفاز منه 363 نائبا مشكلا بذلك أغلبية ساحقة، لكن لم يستطع أردوغان ترأس حكومته بسبب تبعات سجنه وقام بتلك المهمة عبد الله غول. وتمكن في مارس عام 2003، من تولي رئاسة الحكومة بعد إسقاط الحكم عنه.
بعد توليه رئاسة الوزراء، عمل على الاستقرار والأمن السياسي والاقتصادي والاجتماعي في تركيا، وتصالح مع الأرمن بعد عداء تاريخي، وكذلك فعل مع اليونان، وفتح جسورا بينه وبين أذربيجان وبقية الجمهوريات السوفيتية السابقة، وأرسى تعاونا مع العراق وسوريا وفتح الحدود مع عدد من الدول العربية ورفع تأشيرة الدخول، وفتح أبوابا اقتصاديا وسياسيا واجتماعيا وثقافيا مع عدد من البلدان العالمية، وأصبحت مدينة إسطنبول العاصمة الثقافية الأوروبية عام 2009، ولقد أعاد لمدن وقرى الأكراد أسمائها الكردية بعدما كان ذلك محظورا، وسمح رسميا بالخطبة باللغة الكردية.

## الأيديولوجيا والصورة العامة
في وقت مبكر خلال فترة رئاسته للوزراء أُشِيدَ بأردوغان باعتباره نموذجًا يحتذى به لدول الشرق الأوسط الناشئة بسبب العديد من حزم الإصلاح التي بدأتها حكومته والتي وسعت الحريات الدينية وحقوق الأقليات كجزء من مفاوضات الانضمام للاتحاد الأوروبي، ومع ذلك مرت حكومته بالعديد من الأزمات بما في ذلك خطة المطرقة وهي خطة انقلاب عسكري مزعومة لجماعات علمانية في الجيش التركي قيل أن التخطيط له بدأ في 2003م وكان هدفها علي الانقلاب علي أردوغان باعتباره خطرا إسلاميا علي مدنية الدولة، فضلاً عن السعي وراء أجندة سياسية متزايدة الاستقطاب. واتهمت المعارضة الحكومة بالتحريض على الكراهية السياسية في عموم البلاد. يقول النقاد إن حكومة أردوغان تضفي الشرعية على رهاب المثلية، كما قال أردوغان إن تمكين المثليين في تركيا «يتعارض مع قيم أمتنا».

### العثمانية الجديدة

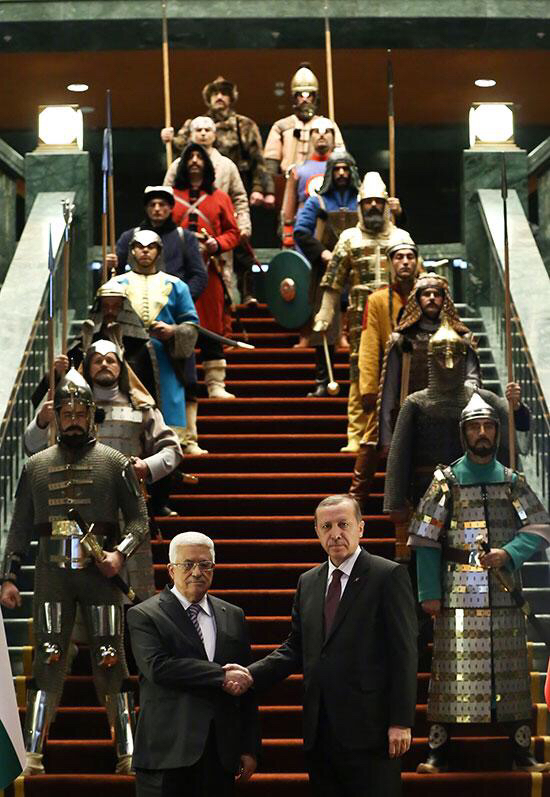
أردوغان مع محمود عباس وخلفهم ممثلين يمثلون 16 دولة تركية كبرى (2015)

أشرف أردوغان كرئيس على إحياء التقاليد العثمانية التي جُرِّدَت تركيا منها، و أثناء تولي اردوغان منصب رئيس وزراء تركيا، أشار حزب العدالة والتنمية بزعامة أردوغان إلى العهد العثماني خلال الحملات الانتخابية، مثل تسمية مؤيديهم بـ «أحفاد العثمانيين» (عثمانلي تورونو). وكان هذا مثيرا للجدل حيث كان يُنظر إليه على أنه هجوم مفتوح ضد الطبيعة الجمهورية لتركيا الحديثة التي أسسها مصطفى كمال أتاتورك وفي عام 2015 أدلى أردوغان ببيان أيد فيه المصطلح العثماني القديم külliye للإشارة إلى حرم الجامعات بدلاً من الكلمة التركية القياسية kampüs. وهكذا اتهم العديد من النقاد أردوغان بالرغبة في أن يصبح سلطانًا عثمانيًا والتخلي عن أوراق الاعتماد العلمانية والديمقراطية للجمهورية.  قال أحد أكثر العلماء الذين اُسْتُشْهِد بهم على قيد الحياة، نعوم تشومسكي، أن «أردوغان في تركيا يحاول أساسًا إنشاء شيء مثل الخلافة العثمانية، مع وجوده كخليفة، المرشد الأعلى، يلقي بثقله في كل مكان، ويدمر بقايا الديمقراطية في تركيا في نفس الوقت».
عند الضغط على هذه القضية في يناير 2015، نفى أردوغان هذه المزاعم وقال إنه يهدف إلى أن يكون مثل الملكة إليزابيث الثانية ملكة المملكة المتحدة وليس مثل السلطان العثماني.
في يوليو 2020، بعد أن ألغى مجلس الدولة قرار مجلس الوزراء لعام 1934 بإنشاء متحف آيا صوفيا وإلغاء مكانة النصب التذكاري، أمر أردوغان بإعادة تصنيفه كمسجد. حكم على مرسوم 1934 بأنه غير قانوني بموجب القانونين العثماني والتركي على حد سواء لأن وقف آيا صوفيا، الذي وهبه السلطان محمد الثاني، حدد الموقع مسجدًا. جادل مؤيدو القرار بأن آيا صوفيا كانت ملكية شخصية للسلطان، وقد إدانت المعارضة التركية واليونسكو ومجلس الكنائس العالمي والكرسي الرسولي والعديد من القادة الدوليين الآخرين القرار. وفي أغسطس 2020 وقع أيضًا على الأمر الذي نقل إدارة كنيسة خورا اليت حولها العثمانيين لمسجد إلى مديرية الشؤون الدينية بفتحها للعبادة كمسجد بعد أن أصبح متحفا ومنعت الصلوات فيه بأمر من أتاتورك عام 1934م.

### فضيحة الفساد 2013

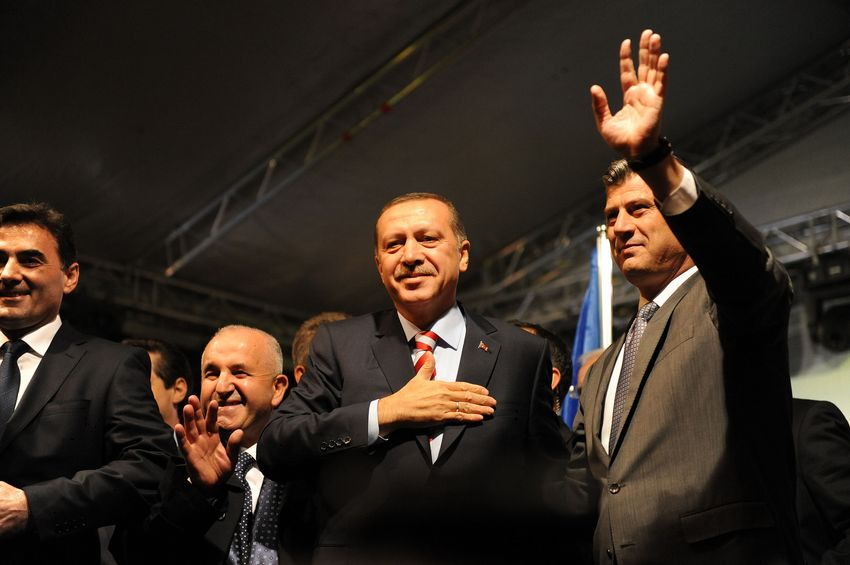
للقاء أردوغان مع رئيس كوسوفو هاشم تاتشي، 3 نوفمبر 2010

في ديسمبر 2013 احتجزت الشرطة التركية أكثر من 50 شخصاً واعتقلت 16 آخرين من بينهم مدير بنك خلق المملوك للدولة وثلاثة من أبناء وزراء حكومة أردوغان بتهم فساد. على الرغم من اتهام أردوغان والصحف المؤيدة له بأن الولايات المتحدة وإسرائيل هي من تقف وراء تلك الاعتقالات إلا أن خبراء وصفوا تلك الاعتقالات بإنها صراع مراكز قوة بين فتح الله كولن وأردوغان.
في أواخر ديسمبر، نشرت صحف حريات ويني شفق تعليقات لأردوغان يعلن فيها اعتقاده بأنه هو الهدف النهائي من تهم الفساد والرشوة الموجهة لحلفائه. صرح رئيس الوزراء التركي للصحفيين أن أي شخص يحاول الزج به في القضية «سيغادر خالي الوفاض». قام أردوغان بتعديل وزاري في 25 ديسمبر، مستبدلاً 10 وزراء بعد ساعة من اعتقال ثلاثة من وزرائه، الذي أنكر أبناؤه أي علاقة تربطهم بهم.

### السياسة الخارجية

#### أردوغان وحرب غزة 2009
كان موقف أردوغان موقفًا «حازمًا» ضد خرق إسرائيل للمعاهدات الدولية وقتلها للمدنيين أثناء الهجوم الإسرائيلي على غزة (ديسمبر 2010)، فقد قام بجولة في الشرق الأوسط تحدث فيها إلى قادة الدول بشأن تلك القضية، وكان تفاعله واضحاً مما أقلق إسرائيل ووضع تركيا في موضع النقد أمام إسرائيل، وقال رجب أردوغان «إني متعاطف مع أهل غزة».

#### مؤتمر دافوس 2009

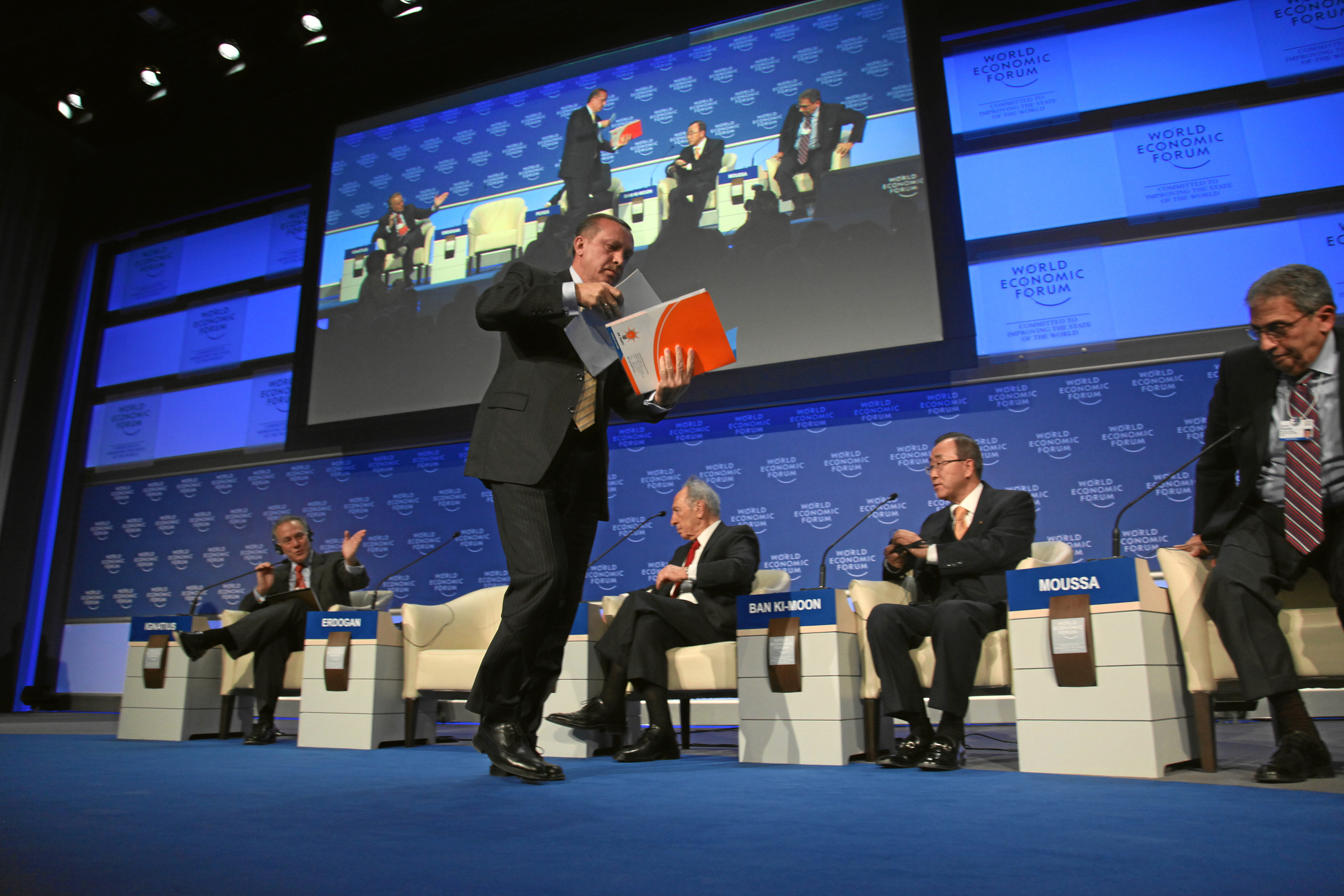
أردوغان يغادر مؤتمر دافوس غاضبا 2009

في 29 من يناير غادر أردوغان منصة مؤتمر دافوس احتجاجًا على عدم إعطائه الوقت الكافي للرد على الرئيس الإسرائيلي شيمون بيريز بشأن الحرب على غزة. بعد أن دافع الرئيس الإسرائيلي عن إسرائيل وهاجم حماس وتكلم عن موضوع صواريخ القسام التي تطلق على المستوطنات وتساءل بصوت مرتفع وهو يشير بإصبعه عما كان أردوغان سيفعله لو أن الصواريخ أُطلقت على إسطنبول كل ليلة، وقال أيضاً «إسرائيل لا تريد إطلاق النار على أحد لكن حماس لم تترك لنا خياراً». رد أردوغان على أقوال بيريس بعنف وقال: إنك أكبر مني سناً ولكن لا يحق لك أن تتحدث بهذه اللهجة والصوت العالي الذي يثبت أنك مذنب. وتابع: إن الجيش الإسرائيلي يقتل الأطفال في شواطئ غزة، ورؤساء وزرائكم قالوا لي إنهم يكونون سعداء جداً عندما يدخلون غزة على متن دبابتهم. ولم يترك مدير الجلسة الفرصة لأردوغان حتى يكمل رده على بيريز، فانسحب رئيس الوزراء التركي بعد أن خاطب المشرفين على الجلسة قائلا «شكراً لن أعود إلى دافوس بعد هذا، أنتم لا تتركونني أتكلم وسمحتم للرئيس بيريز بالحديث مدة 25 دقيقة وتحدثت نصف هذه المدة فحسب»، وأضاف أردوغان في المؤتمر الذي عقد بعد الجلسة إنه تحدث 12 دقيقة خلال المنتدى كما تحدث الأمين العام لجامعة الدول العربية عمرو موسى بدوره 12 دقيقة، غير أن بيريز تحدث 25 دقيقة، ولما طلب التعقيب عليه منعه مدير الجلسة.

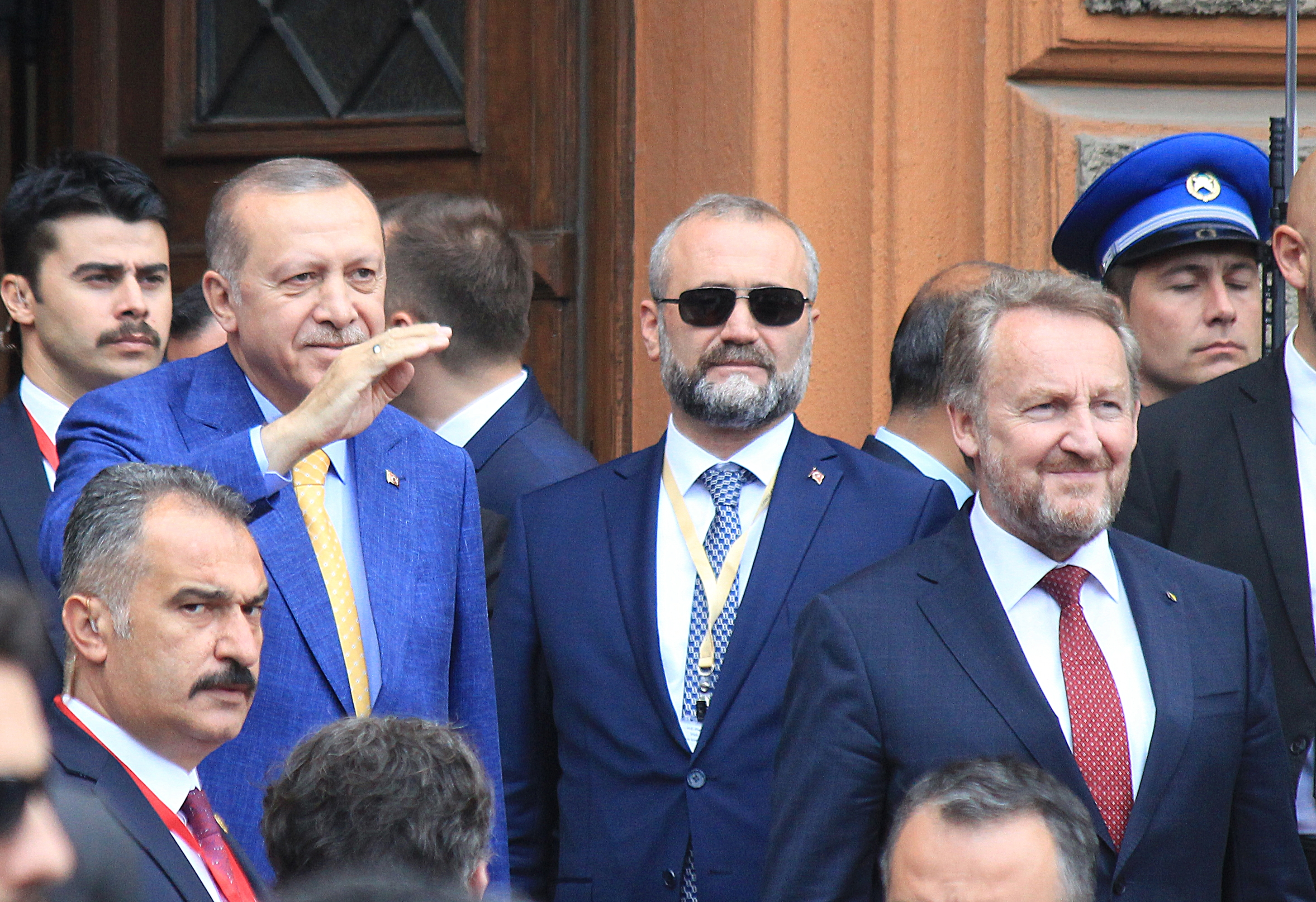
أردوغان مع رئيس البوسنة والهرسك بكر عزت بيغوفيتش في 20 مايو 2018

احتشد الآلاف ليلاً لاستقبال رجب طيب أردوغان بعد ساعات من مغادرة مؤتمر دافوس حاملين الأعلام التركية والفلسطينية ولوحوا بلافتات كتب عليها «مرحبا بعودة المنتصر في دافوس» و«أهلا وسهلا بزعيم العالم». وعلقت حماس على الحادث بالقول «على الحكام العرب ان يقتدوا به».

#### جائزة الملك فيصل العالمية لخدمة الإسلام
منحته السعودية جائزة الملك فيصل العالمية لخدمة الإسلام (لعام 2010 - 1430 هـ). وقال عبد الله العثيمين الأمين العام للجائزة إن لجنة الاختيار لجائزة خدمة الإسلام التي يرأسها في ذلك الوقت ولي العهد السعودي الأمير سلطان بن عبد العزيز اختارت أردوغان لقيامه بجهود بناءة في المناصب السياسية والإدارية التي تولاَّها، «ومن تلك المناصب أنه كان عمدة مدينة إسطنبول حيث حقَّق إنجازات رائدة في تطويرها. وبعد أن تولَّى رئاسة وزراء وطنه تركيا أصبح رجل دولة يشار بالبنان إلى نجاحاته الكبيرة ومواقفة العظيمة؛ وطنياً وإسلاميا وعالمياً».
وقد مُنِحَ شهادة دكتوراه فخرية من جامعة أم القرى بمكة المكرمة في مجال خدمة الإسلام بتاريخ 1431/3/23 هـ.

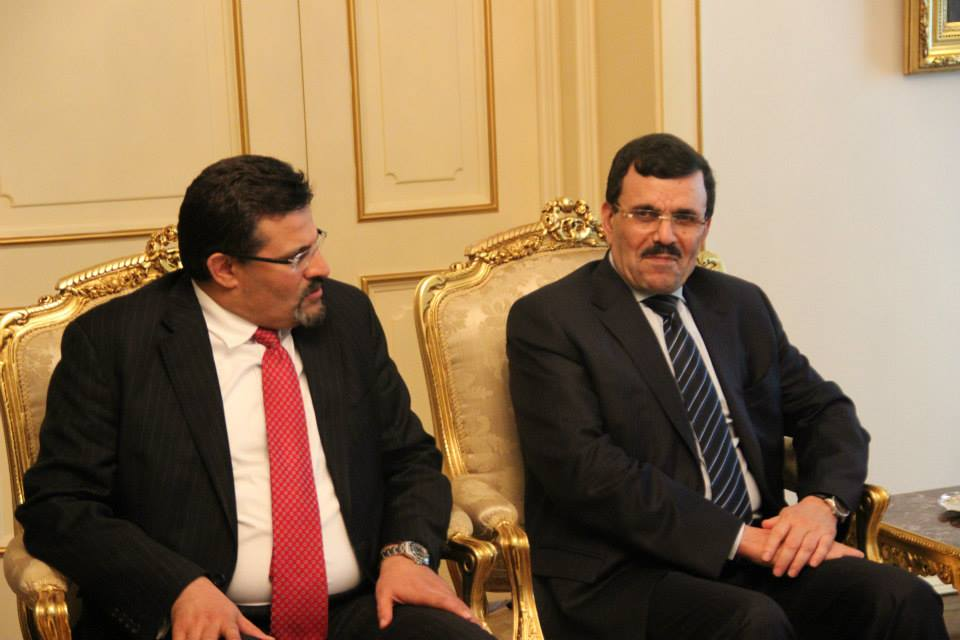
وفد حركة النهضة في أنقرة بتركيا لتهنئة الرئيس التركي رجب طيب أردوغان بالانتخابات في 2014.

#### جائزة القذافي لحقوق الإنسان
تسلم رئيس الوزراء التركي رجب طيب أردوغان يوم الإثنين 29 نوفمبر 2010 جائزة القذافي لحقوق الإنسان خلال الحفل الذي تنظمه مؤسسة القذافي العالمية لحقوق الإنسان بمسرح فندق المهاري بطرابلس - ليبيا.
وبدأت مراسم الحفل بكلمة عضو المكتب التنفيذي ورئيس لجنة الترشيحات للجائزة الدكتور أحمد الشريف، تليها كلمة رئيس اللجنة الشعبية الدولية لجائزة القذافي، لِيُسَلَّم بعدها الجائزة والتي تشمل قراءة براءة الجائزة باللغة العربية والتركية والإنجليزية.
يذكر أن أردوغان زار ليبيا للمشاركة في القمة الأفريقية الأوروبية الثالثة بصفته “ضيف شرف” بدعوة رسمية من معمر القذافي.
تعرض لنقد لتقبله الجائزة ورفض منتقدين طالبوه بالتنازل عنها.
- في 2014 فاز رجب طيب اردوغان بوسام التميز لأكثر الشخصيات تأثيرا في العالم من قائمة الملوك والرؤساء وكبار السياسيين، خلال التصويت الذي دشنه المجلس الدولي لحقوق الإنسان والتحكيم والدراسات السياسية والإستراتيجية

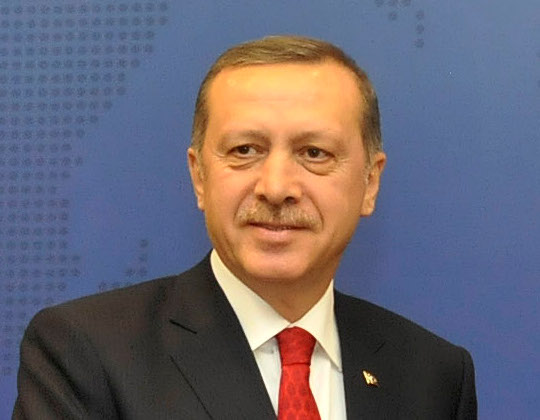
أردوغان في القمة الثانية للأمن النووي

## مذبحة درسيم
في 23 نوفمبر 2011 قدم أردوغان خلال اجتماع لحزب العدالة والتنمية في أنقرة اعتذارا تاريخيا باسم دولة تركيا حول الأحداث المأساوية التي وقعت بين سنوات (1936- 1939) في منطقة درسيم، التي ارتكبتها الحكومة التركية آنذاك ممثلة بالحزب الجمهوري بحق الأكراد العلويين في نهاية الثلانينات من القرن الماضي. وقوبل هذا الاعتذار بترحيب شديد من قبل رئاسة إقليم كوردستان والتي رحبت بتصريحات اردوغان وقالت ان هذا التصريح يدفع بعملية الانفتاح الديمقراطي في تركيا إلى مرحلة أكثر تقدما.

## دعمه للقضية الفلسطينية

رجب طيب أردوغان في جناق قلعة.

الموقف التركي يؤيد الفصائل الفلسطينية التي تدافع ضد العدوان الإسرائيلي، كما أن أردوغان كان ضد المواقف الإسرائيلية ضد الشعب الفلسطيني الأعزل، وخصوصا في حرب إسرائيل والقوة العسكرية الهائلة لهذه الدولة على مدينة من المدن الفلسطينية كمدينة غزة.
كانت المواقف التركية واضحة ضد أفعال الدولة الإسرائيلية في حرب غزة، حيث نادت بأن القضية الفلسطينية هي قضية قومية عربية، ويجب أن تشارك المسؤولية من قبل الدول العربية كافة. تسطرت مواقف الدولة التركية ضد حرب غزة بمواقف كثيرة منها:
أولا: الإدانة الواضحة لإسرائيل من الناحية العسكرية والسياسية لكل عدوان شنته إسرائيل على الدولة الفلسطينية.
ثانياً: دعوة المؤسسات الدولية وعلى رأسها الأمم المتحدة للدعوة إلى وقف إطلاق النار من الجانب الإسرائيلي، والقيام بعدد من الاتصالات والاجتماعات واللقاءات لتحقيق هذا الهدف.
ثالثا: اتصال رئيس الوزراء التركي أردوغان ب خالد مشعل رئيس المكتب السياسي لحركة حماس، التي تقود المواجهة ضد العدوان الإسرائيلي، وما يحمله هذا الاتصال من دلالات سياسية مهمة وواضحة من الجانب التركي.
رابعا: إعلان رئيس الوزراء التركي أردوغان وقف المصالحة، ووقف التعاون مع إسرائيل في حال عدم وقف العدوان والظلم على فلسطين.
خامسا: إعلان رئاسة الوزارة التركية تعليمات واضحة للمؤسسات التركية بتقديم المساعدات للشعب الفلسطيني.
سادسا: مظاهرات واسعة من الشارع التركي تطلب رفع العدوان والظلم عن الشعب الفلسطيني.
و من الجدير بالذكر بأن الموقف التركي تجاه القضية الفلسطينية كان مختلفا عن النشاط العربي في مختلف الدول العربية، وكان أنشطها من حيث المساعدات والتحرك السياسي، والذي كان واضحا من خلال أسطول الحرية من الجانب التركي، وكان دليلا على الاهتمام بالقضية الفلسطينية والشعب الفلسطيني.

### محاولة كسر حصار غزة 2010

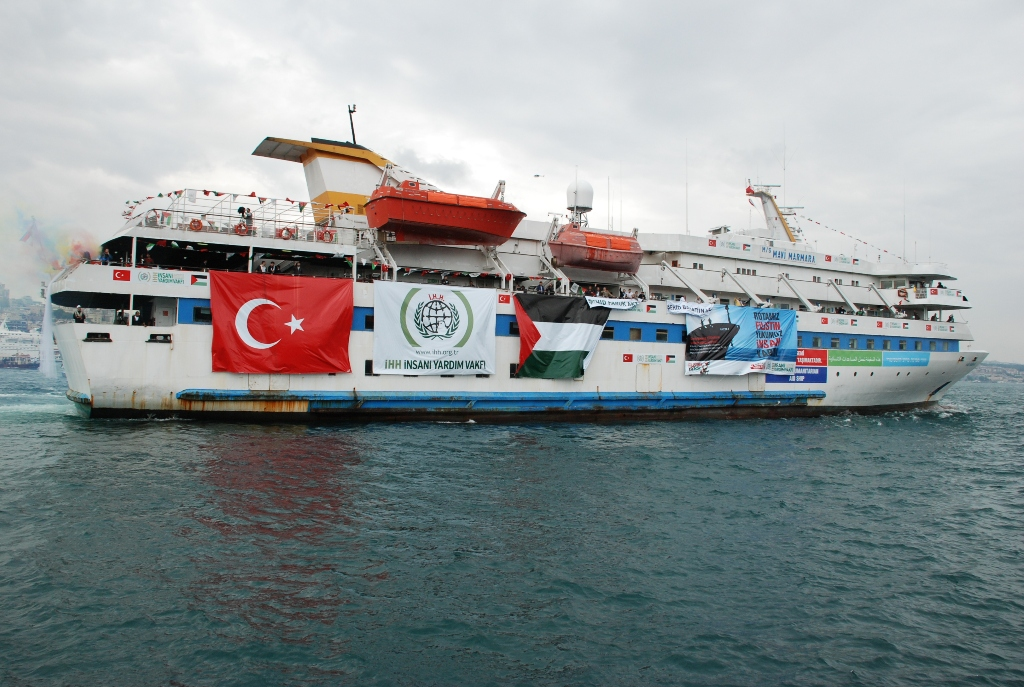
سفينة إم في مافي مرمرة

دعم اسطول الحرية المتجه إلى غزة المكون من ست سفن، تضم ثلاث سفن تركية، وسفينتين من بريطانيا، بالإضافة إلى سفينة مشتركة بين كل من اليونان وأيرلندا والجزائر والكويت، تحمل على متنها مواد إغاثة ومساعدات إنسانية، بالإضافة إلى نحو 750 ناشطا حقوقيا وسياسيا، بينهم صحفيون يمثلون وسائل إعلام دولية. قامت جمعيات وأشخاص معارضين للحصار الإسرائيلي المفروض على قطاع غزة منذ العام 2007، ومتعاطفين مع شعبه بتجهيز القافلة وتسييرها،، وفي مقدمة المنظمين لرحلة أسطول الحرية مؤسسة الإغاثة الإنسانية التركية، وتعرض الاسطول لهجوم مباغت من الجيش الإسرائيلي، وقتل فيه عدد من المتضامنين مع غزة.

### في صفقة وفاء الأحرار
صفقة تبادل الأسرى بين حركة حماس وإسرائيل عام 2011، استقبل اردوغان العديد من الأسرى المحررين المبعدين من فلسطين.

## النموذج التركي

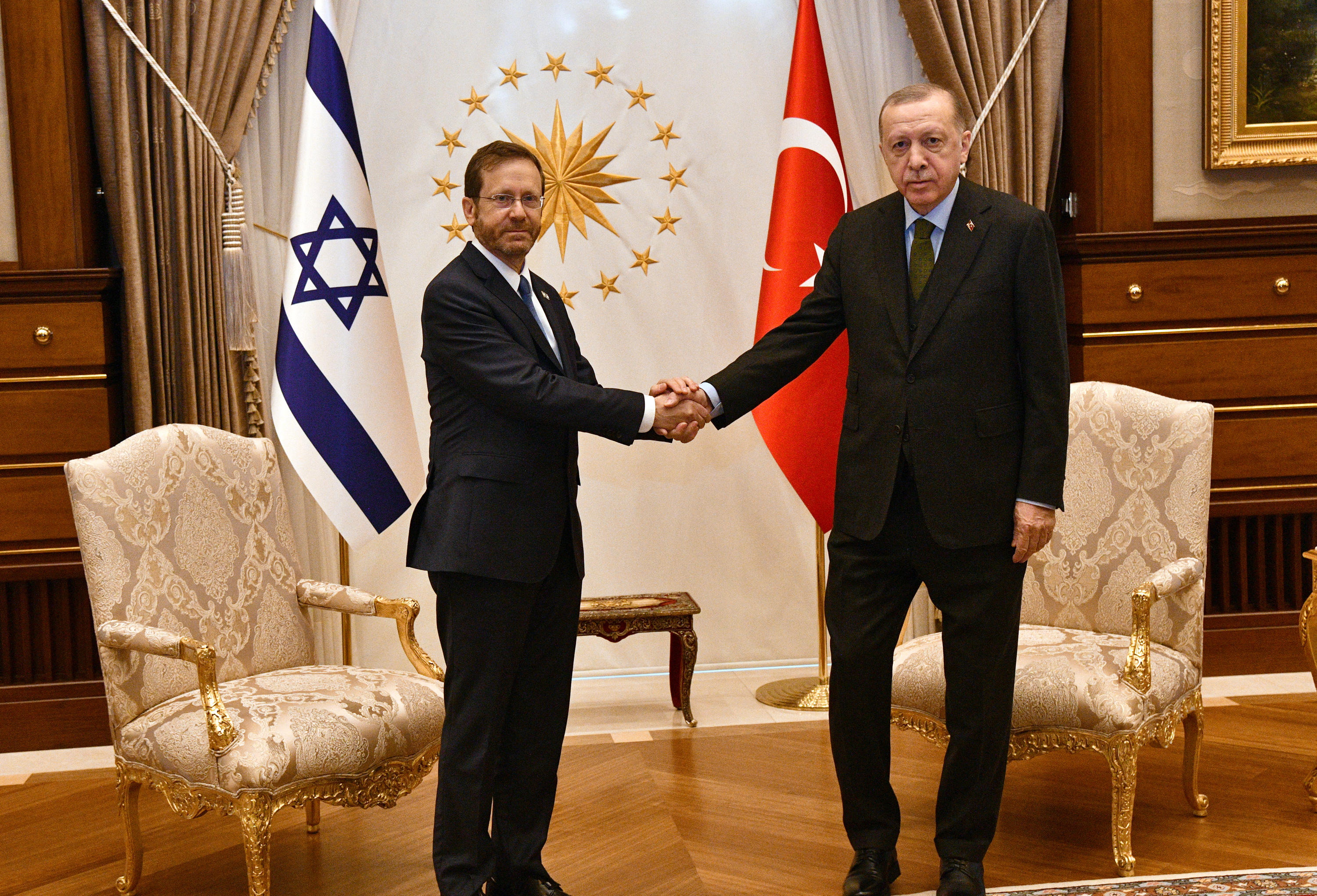
أردوغان يلتقي الرئيس الإسرائيلي إسحاق هرتسوغ في أنقرة في مارس 2022.

أثار النموذج التركي الذي قدمه أردوغان الجدل كونه أول شخص ذو خلفية سياسية إسلامية يستطيع النجاح في الوصول للحكم ديمقراطيًا في تركيا والشرق الأوسط وتقديم نموذج معتدل يحقق التوازن والتوفيق بين العلمانية والإسلام. علي رغم من فشل سابقيه مثل السياسي الإسلامي التركي نجم الدين أربكان في البقاء في السلطة وإطاحة الجيش به. ويرجع أسباب نجاح تجربة أردوغان لعدة أمور أشار لها المحللين السياسيين وهم:
- انفصال أردوغان عن حزب الرفاة الإسلامي، وتأسيسه حزب سياسي مدني محافظ يضم كافة التيارات السياسية.[63]
- القبول بعلمانية الدولة وعدم استخدام الدين كشعارات في الصراع السياسي. مما يجعله نموذج ما بعد الإسلاموية أي الإتجاه نحو علمنة الإسلام وتوفيقه مع قيم الحداثة بعد «استنفاد» الإسلام السياسي وهو ما يُعرف أيضا بـ«الإسلام الديمقراطي المدني»،[64][65] وقد نصح أردوغان جماعة الإخوان المسلمين عند زيارته لمصر في 2011م بعدم أستخدام الشعارات الدينية في حزبها السياسي وتبني العلمانية العلنية وقال «في تركيا هناك دستور علماني، تقف الدولة من خلاله على مسافة متساوية من جميع الأديان، والعلمانية لا تعني الإلحاد بالتأكيد، وأنصح باعتماد دستور علماني في مصر»
- كون أردوغان اقتصادي من الدرجة الأولي، ولديه ثقافة سياسية واسعة وبراغماتية في التعامل مع الدول بما في ذلك إسرائيل والغرب.[63]

## محاولة الانقلاب عليه في 2016

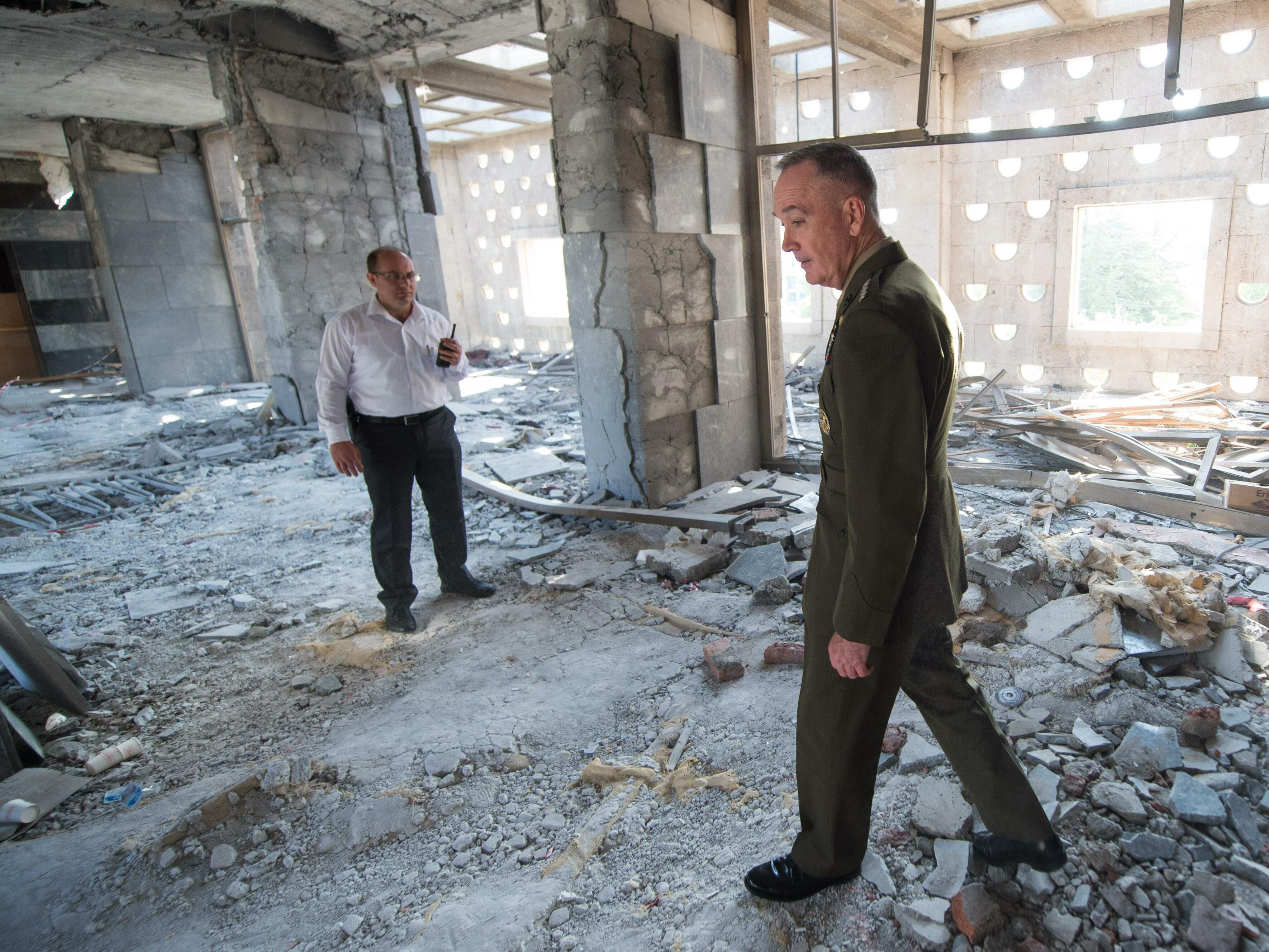
تعرض البرلمان التركي في العاصمة أنقرة للقصف الجوي خلال محاولة الانقلاب الفاشلة عام 2016

في مساء يوم الجمعة 15 يوليو 2016، قامت مجموعة من الجيش التركي بمحاولة الانقلاب العسكري وإسقاط حكومة العدالة والتنمية، وسيطرت مؤقتا على محطة التلفزيون TRT الأولى، وأعلنت تسلمها لزمام الحكم وفرض حالة الطوارئ. ولم يحظ الانقلاب بالتأييد وقد أعلنت كافة القوى السياسية ومنها المعارضة العلمانية رفضها للانقلاب وبعدها ظهر الرئيس أردوغان في بث مباشر عن طريق تطبيق الهاتف المتحرك «فيس تايم - Face Time»، ودعا الشعب للتظاهر ضد الانقلاب، فخرج الشعب في مظاهرات حاشدة، وقاموا بالقبض على مجموعة من قادة الانقلاب وفشل الانقلاب في أقل من ثمانية ساعات والقي القبض على المشاركين به. بعدها وجه الرئيس أردوغان خطابا أوضح فيه أن البلاد لم تعد كما كانت من قبل، قال فيه جملته: 
كما أبدى العديد من رجالات الدولة رفضهم للانقلاب ومنهم وزير الدفاع التركي ورئيس الوزراء وجميع أعضاء البرلمان حيث اجتمع رئيس البرلمان بجميع الأعضاء ليلا وقام بدعوة لجلسة طارئة صباح يوم السبت رفضا لأي شكل من أشكال محاولة قلب نظام الحكم. كما تكلم الرئيس التركي السابق عبد الله جل عبر تطبيق الهاتف المتحرك «فيس تايم - Face Time» وأبدى غضبه ورفضه الشديد لما جرى من بعض الخارجين على القانون. كما كان للشعب موقفا كبيرا ومؤثرا في مجريات هذه المحاولة عندما خرج إلى الشارع مدافعا عن رجب طيب أردوغان والحكومة باعتبار أنهم هم من انتخبوا رئيس الدولة ولا يحق لأحد أيا كان أن ينقلب عليه ويسلب حقهم الديمقراطي. وأعفي عدد من القيادات من مناصبها واعتقل آخرين في المؤسسة العسكرية يقدر أعدادهم بحوالي ستة آلاف جنرال وضابط وجندي، وفصل حوالي ثلاثة آلاف قاضي، بما في ذلك عدد من القضاة في المحكمة الدستورية في حركة تحدث البعض عنها انها توظيف للانقلاب كغطاء لنوايا مسبقة لفصله، و«تغول في الإنتقام»

## كتبه
- 2021: من الممكن إنشاء عالم أكثر عدلاً (بالتركية:Daha Adil Bir Dünya Mümkün)[68][69]

## كتب تحدثت عنه
- كتاب رجب طيب أردوغان قصة زعيم
- كتاب قصة أردوغان

## وصلات خارجية
- رجب طيب أردوغان على موقع IMDb (الإنجليزية)
- رجب طيب أردوغان على موقع ميتاكريتيك (الإنجليزية)
- رجب طيب أردوغان على موقع الموسوعة البريطانية (الإنجليزية)
- رجب طيب أردوغان على موقع مونزينجر (الألمانية)
- رجب طيب أردوغان على موقع ميوزك برينز (الإنجليزية)
- رجب طيب أردوغان على موقع إن إن دي بي (الإنجليزية)
- رجب طيب أردوغان على موقع ديسكوغز (الإنجليزية)
- رجب طيب أردوغان على موقع ديسكوغز (الإنجليزية)
- رجب طيب أردوغان على موقع قاعدة بيانات الفيلم (الإنجليزية)
- رجب طيب أردوغان على موقع ليتربوكسد (الإنجليزية)
- أردوغان.. بائع الليموناضة في شوارع إسطنبول يثلج قلوب العرب العربية 17/10/2010
- رجب طيب أردوغان..، الجزيرة نت
- حوار مع أردوغان، فهمي هويدي، الجزيرة نت، 8 ديسمبر 2009
- نشأ فقيراً وأصبح زعيماً لتركيا أنه رجب طيب أردوغان
- أردوجان.. عملاق في زمان الأقزام !!..، بقلم د. راغب السرجانى في موقع قصة الإسلام.
- قصة الحركة الإسلامية في تركيا، بقلم د. راغب السرجانى في موقع قصة الإسلام.
- من هو رجب طيب إردوجان؟، بي بي سي العربية، 4 نوفمبر 2002

من المقابلات التلفزيونية
- برنامج المقابلة:
  1. أردوغان.. مفهوم آخر للعلمانية وأسرار نجاح الاقتصاد - قناة الجزيرة
- برنامج لقاء اليوم:
  1. رجب طيب.. مستقبل حزب العدالة والتنمي، 15 أبريل 2008م
  2. طيب أردوغان.. أزمة الكاريكاتير المسيئة للإسلام، 10 فبراير 2006م
  3. رجب طيب أردوغان.. العلاقات التركية الروسية، 8 سبتمبر 2004م
- برنامج لقاء خاص:
  1. رجب طيب أردوغان.. تركيا وملفات الشرق الأوسط، 23 فبراير 2010
  2. أردوغان.. الخلاف بين تركيا وإسرائيل، 25 أكتوبر 2009
- برنامج بلا حدود:
  1. رجب طيب أردوغان.. الثورة الصامتة في تركيا، 11 نوفمبر 2005م